# ترايان لاليسكو
ترايان لاليسكو ( نطق روماني: ‎[traˈjan laˈlesku]‏ ؛ 12 يوليو 1882 - 15 يونيو 1929) عالم رياضيات روماني. كان تركيزه الأساسي على المعادلات التكاملية وساهم في العمل في مجالات المعادلات الدالية ، والمتسلسلة المثلثية، والفيزياء الرياضية، والهندسة، والميكانيكا، والجبر، وتاريخ الرياضيات.

## حياته
التحق بمدرسة كارول الأولى الثانوية في كرايوفا، واستكمل دراسته الثانوية في اللغة الرومانية، وتخرج من المدرسة الثانوية الداخلية في ياش. بعد التحاقه بجامعة ياش، أكمل دراسته الجامعية عام 1903 في جامعة بوخارست.
حصل على الدكتوراه. في الرياضيات من جامعة باريس عام 1908. كتب أطروحته علي معادلة فولتيرا التكاملية تحت إشراف إميل بيكار. في عام 1911، نشر مقدمة في نظرية المعادلات المتكاملة، وهو أول كتاب على الإطلاق حول موضوع المعادلات التكاملية.
كان أستاذًا في جامعة بوخارست، وجامعة البوليتكنيك في تيميشوارا (حيث كان أول رئيس للجامعة، في عام 1920) ، وجامعة البوليتكنيك في بوخارست.